# Aulodonta
Infra-classe
Les Aulodonta sont une infra-classe d'oursins au sein de la sous-classe des oursins modernes (Euechinoidea). Ce taxon remplace en grande partie celui, considéré comme obsolète, des Acroechinoidea.

## Systématique
L'infra-classe des Aulodonta a été créée en 1912 par le paléontologue américain Robert Tracy Jackson (d) (1861-1948) initialement comme un sous-ordre des Centrechinoida

## Caractéristiques
Ce clade comporte des oursins réguliers, de forme globulaire avec la bouche centrée sur la face inférieure et l'anus à l'opposé, au sommet. Ces oursins sont caractérisés par leurs dents de forme incurvée (à l'exception des Echinothurioida).
Ce sont des oursins relativement primitifs, et en dehors de la famille des Diadematidae, la plupart des espèces sont abyssales.

## Classification
Liste des ordres selon World Register of Marine Species (11 avril 2022) :
- super-ordre Diadematacea Duncan, 1889 (emend. Mongiardino Koch et al., 2022) 
  - ordre Diadematoida Duncan, 1889 — 2 familles
  - ordre Micropygoida Kroh & Smith, 2010  — 1 famille
- super-ordre Echinothuriacea Jensen, 1982 (emend. Mongiardino Koch et al., 2018) 
  - ordre Aspidodiadematoida Kroh & Smith, 2010 — 2 familles actuelles
  - ordre Echinothurioida Claus, 1880 — 3 familles
  - ordre Pedinoida Mortensen, 1939 — 1 famille
- famille Pelanechinidae Groom, 1887 †
- genre Pedinothuria Gregory, 1897 †

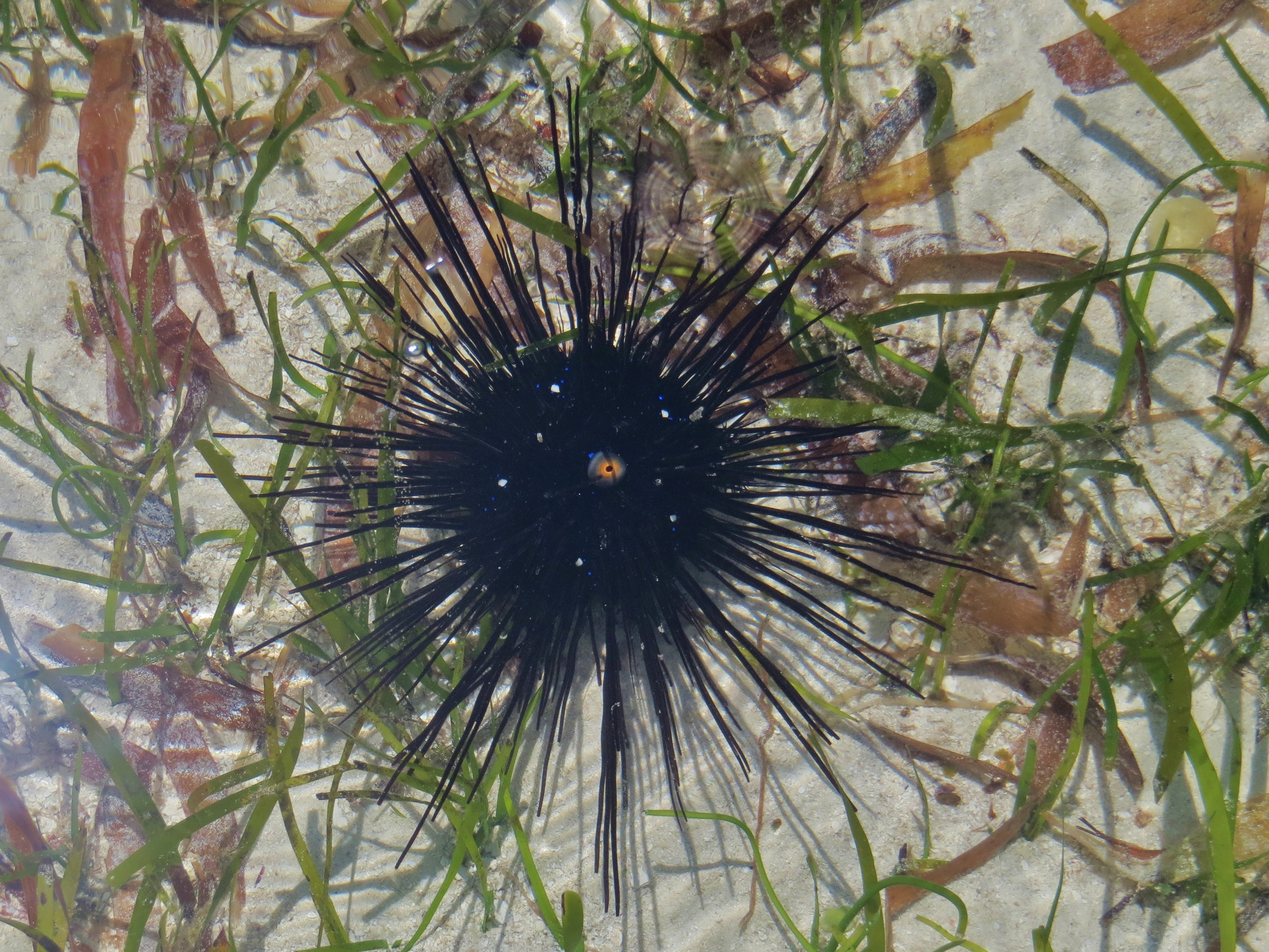
Diadema setosum (Diadematoida).
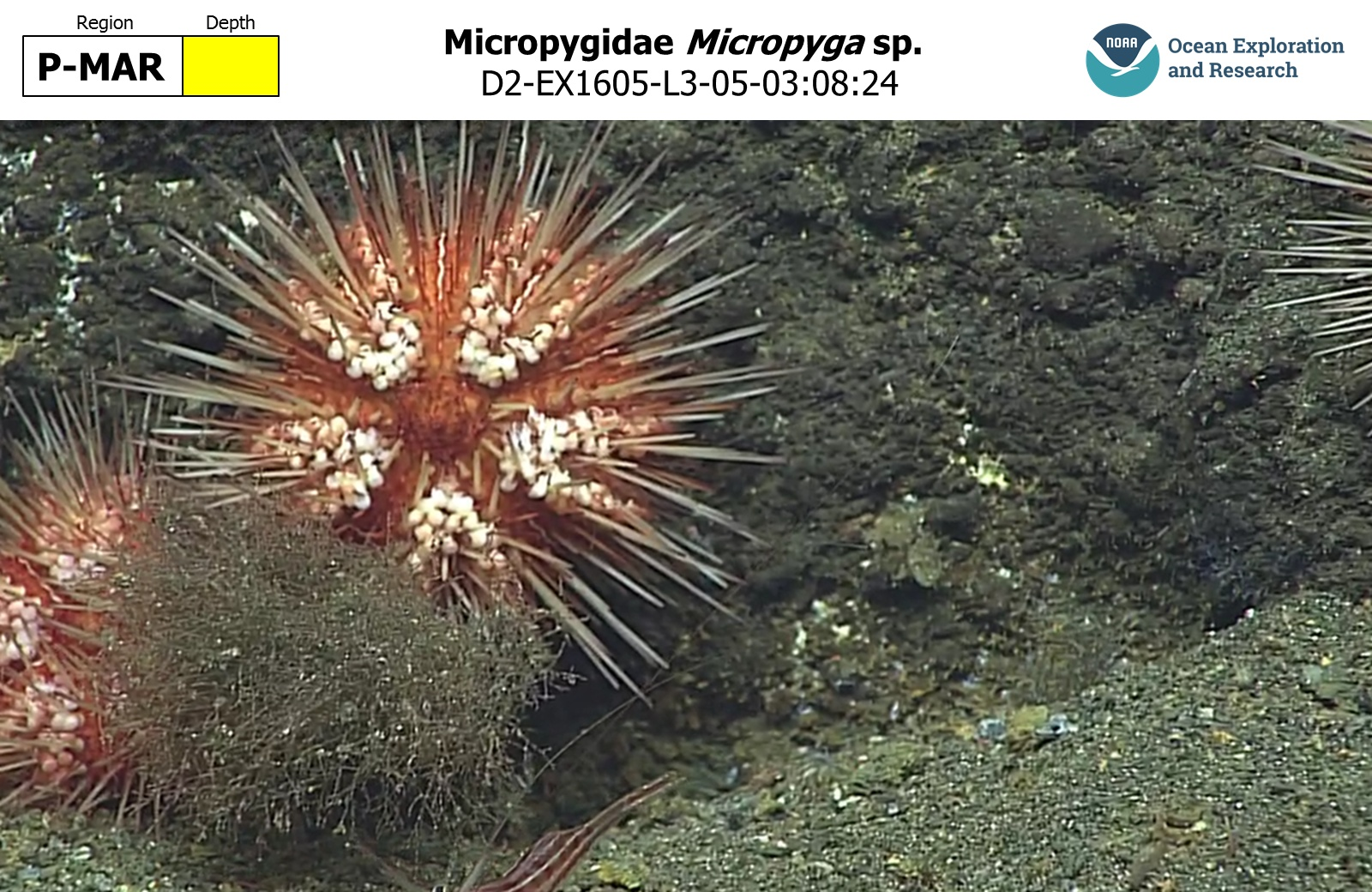
Micropyga sp. (Micropygoida).
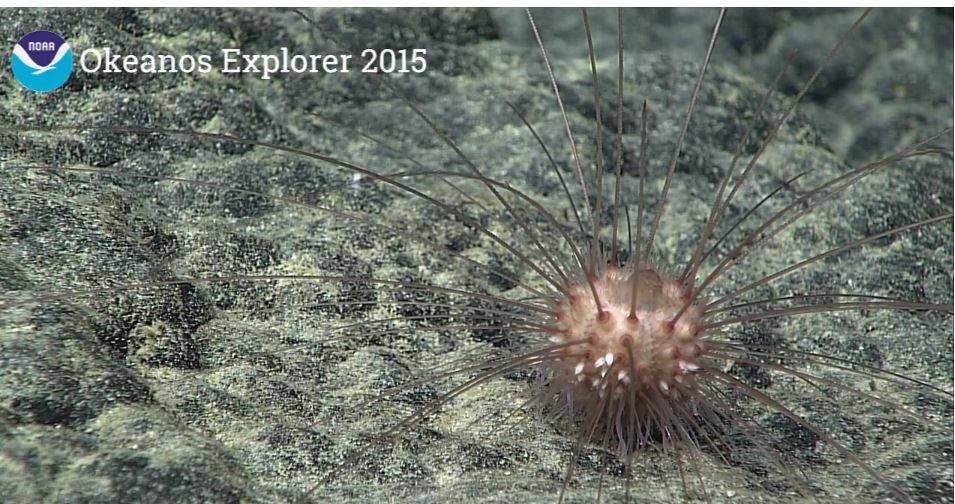
Aspidodiadema hawaiiensis (Aspidodiadematoida).
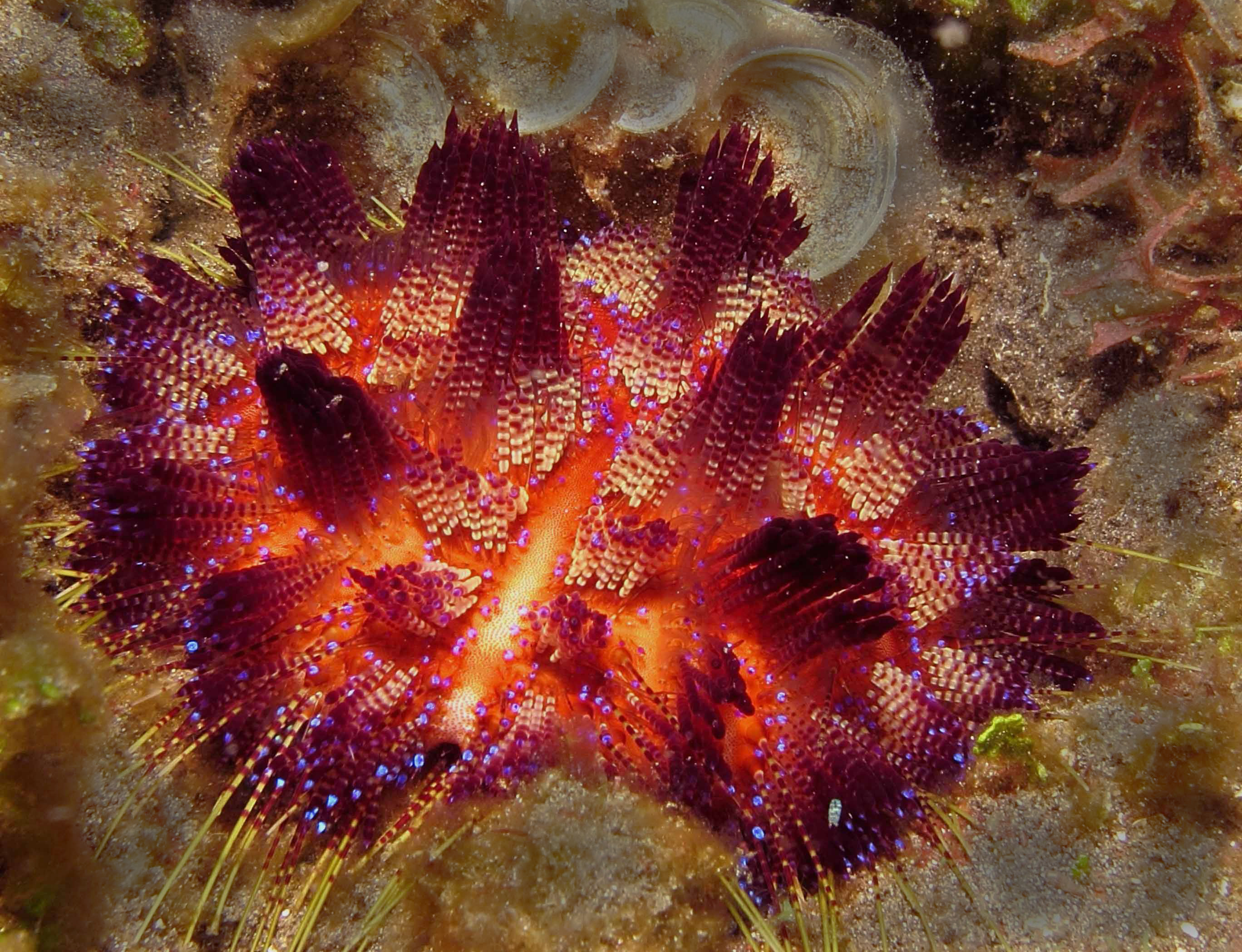
Asthenosoma varium (Echinothurioida).
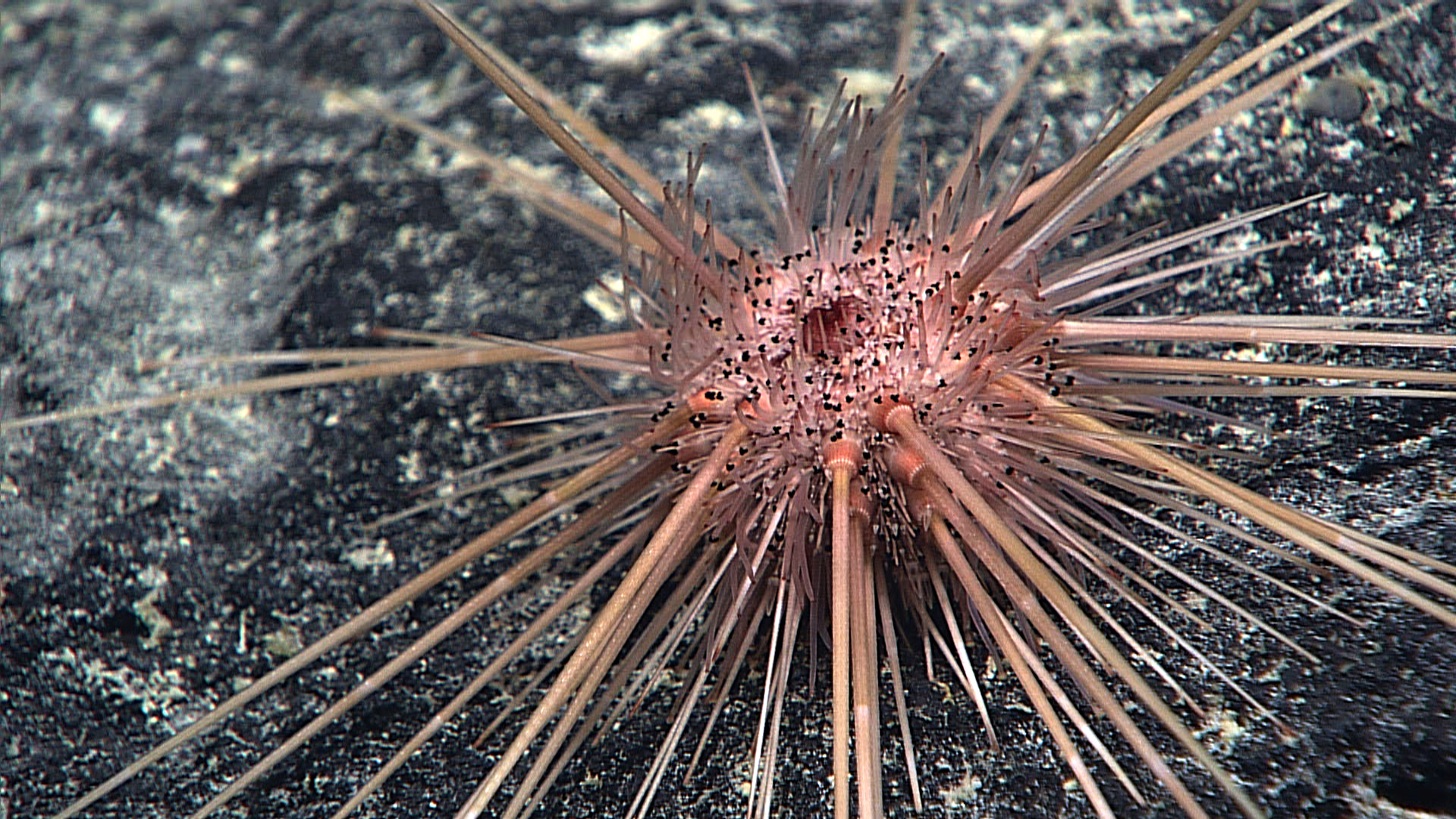
Caenopedina hawaiiensis (Pedinoida).

## Publication originale
- Robert Tracy Jackson, Phylogeny of the Echini, with a revision of Palaeozoic species (œuvre écrite), Inconnu, Boston, 1912, [lire en ligne].